# Emberiza elegans
Escrevedeira-elegante (Emberiza elegans) é uma espécie de ave da família Emberizidae.
Pode ser encontrada nos seguintes países: China, Japão, Coreia do Norte, Coreia do Sul, Myanmar, Rússia e Taiwan.
Os seus habitats naturais são: florestas temperadas e subtropical or tropical dry forests.